# مصطفى عبد الرزاق (سياسي سوري)
مصطفى عبد الرزاق (مواليد 1989) مهندس مدني وسياسي سوري يشغل منصب وزير الأشغال العامة والإسكان في حكومتي محمد البشير وأحمد الشرع منذ 12 كانون الأول 2024 وذلك بعد سقوط نظام الأسد.

## التعليم والسيرة المهنية
نال مصطفى عبد الرزاق درجة البكالوريوس في الهندسة المدنية من جامعة حلب عام 2011. وحصل لاحقًا على دبلوم متخصص في الإدارة العامة وإدارة المشاريع والتطوير المؤسسي.
من عام 2017 إلى عام 2019 عمل في قسم المشاريع الهندسية في معبر باب الهوى الحدودي، حيث أشرف على تنفيذ العديد من مشاريع الخدمات والبنية التحتية في شمال غرب سوريا في ظل ظروف صعبة وسط الحرب الأهلية السورية. بين عامي 2024 و2025، شغل منصب المدير العام للمديرية العامة للأشغال والطرق في حكومة الإنقاذ السورية.
لم يكن مصطفى عبد الرزاق عضوا في حكومة الإنقاذ الأخيرة ولا يُعرف على وجه الدقة تاريخ تسلمه حقيبة الأشغال العامة والإسكان بعد سقوط نظام الأسد، إلا أن المراجع تبين أول ذكر لتوليه المنصب في 12 كانون الأول 2024 في حكومة محمد البشير. وأُعيد تعيينه في المنصب عند تشكيل حكومة أحمد الشرع في 19 آذار 2025.
في كلمته عند تعيينه في المنصب الوزاري نفسه في الحكومة الانتقالية السورية، أكد عبد الرزاق أن الوزارة ستعتمد أطر التخطيط الحضري المستدام في جهودها لإعادة الإعمار. وحدد رؤية تركز على تحقيق التنمية الحضرية والاقتصادية، وتعزيز الشفافية في جميع مراحل التنفيذ، وتطوير الخريطة الحضرية الوطنية.